# Urban Terror
Urban Terror（简写为UrT或者UT）是一个雷神之锤III（Quake 3）的MOD，2000年quakecon发布第一个beta版本，2001年发布第一版，2007年之后可以依赖开放源代码的ioquake3独立运行，尽管自身并非开源，所以理论上在ioquake3支持的平台上都可以运行。现在开发由Frozen Sand LLC（进行，并从玩家制作内容中不断补充。属于当代背景的第一人称射击游戏。官方口号是：好莱坞式的技巧型射击游戏，或许基于现实，不过乐趣超越现实（"a Hollywood tactical shooter; somewhat realism based, but the motto is "fun over realism""）

## 开发历史
Urban Terror本是id Software作品雷神之锤III竞技场的一个MOD，它汲取了Action Quake2的游戏成分，加上一些其他游戏元素，促成了自己的风格。Quake3的引擎源代码由id Software以GPL协议放出后，ioquake3项目启动，于是2007年的4.0版本开始，Urban Terror采用ioquake3而成为了独立运行的游戏。同时失去了镶入Quake3的反作弊程序。将要发布的4.2中会包含Virtual Dark Arts开发的 Virtual Dark Arts Anti-Cheat (VDAC)。

## 游戏特性
Urban Terror特有的角色系统，导致独特的游戏风格。

### 角色系统
游戏中男女角色没有差异，如果服务端支持，可以使用自制的人物模型。
动作性是游戏的亮点，UrT是少数引入三角跳非科幻类射击游戏。
- 体力

玩家角色都有体力限制加速移动会消耗它，受伤减少其上限值，如果腿部受伤，有体力也无从发挥，必须先包扎（但需要时间，长短不定）
可以攀爬，在能爬的地方按住前进，比如某些墙壁，管道和树也是可以攀爬的，攀爬时手里没有武器。
如果从高处跳下，可以先跳到一个对面的墙沿，抓住它来减缓冲力，然后在放手落下，就不会受伤。 
蹲下站起也消耗体力。体力消耗过度会有一段时间的大口喘气，在这个对声音敏感度高的游戏里非常重要。
- 受伤

有人体图示，被击中的部位显示为红色，如果红色不退则为出血，必须包扎。否则持续流血，还可能肌肉抽搐。
从高处落下会跌伤，但是如果从原本受伤高度落下踩到别人，对方会被踩死，而通常自己不会受损。
- 跳跃和爬墙

跳跃是一个消耗体力的活动，可以使用从墙上反弹的三角跳。高处跳到对面用反弹跳也可以起缓冲作用，即使从楼上跳下，一次缓冲足以让角色不受伤。这是不真实的体现。三角跳和抓住墙沿广泛应用，尤其是在Uptown这个著名地图上。只要上半身接触到墙边缘按住前进键，就会爬上去，而不会像多数FPS游戏那样差一点而掉下去。
- 声音

角色包扎，普通移动，跳跃，换弹匣，喘息，接触到其他物体都能不同的声音，各种材质上行进和着弹的声响可能不同。

### 武器装备系统
4.2版本将添加2种次要武器，FN P90和伯奈利M4 Super 90
HK 69榴弹炮连同各式步枪和IMI Negev机枪只能作为主要武器。装备了IMI机枪后无法携带副武器。
武器是开始的时候随意选择，双方武器和装备种类一样。

### 手枪
- 貝瑞塔92FS Inox
- IMI沙漠之鷹.50 AE

### 冲锋枪
- Heckler & Koch MP5K-N
- Heckler & Koch UMP45
- FN P90

### 突击步枪
- Z-M Weapons LR300 ML
- Kalashnikov AK-103
- Colt M4卡賓槍
- Heckler & Koch G36

### 狙击步枪
- Heckler & Koch PSG-1
- Remington SR-8 —现实中终止研发

### 其他
- 弗蘭基SPAS-12戰鬥霰彈槍
- 伯奈利M4 Super 90半自動霰彈槍
- Heckler & Koch 69榴弹炮
- IMI Negev輕机枪

#### 更换武器模式
- 突击步枪有半自动（semi-auto），3发点射（burst）和全自动（auto）3种。
- 冲锋枪有全自动（auto）和3发点射（spam）两种。
- 默认五把匕首有投掷（throw）和划（slash）两种。
- 榴弹有远近两种射程。

#### 限制
- 初始携带的武器并不是人物装备的上限，仍然可以从地下拣起扩充自己的装备。
- 所有武器装备都可以丢掉，而且死掉后所有武器（除了投掷出去的那些，其他刀子不算）都会掉下来，但装备不会，除非丢掉无法获取。
- 经过地下的武器自动补充弹匣。子弹是按照弹匣计算，弹匣中剩余子弹被丢弃。
- 自动拾取无法关闭。
- 初始携带的武器装备携带量是按配重算的，附加装备最多可带3个。（机枪作主要武器时不可选择次要武器，但是不会侵占附加装备栏。）
- 手雷顶替一种「附加装备」，次要武器也是。
- 武器和装备的重量各不相同，但都影响体力的消耗速度。

### 游戏模式
- 炸弹模式（Bomb）
- 夺旗（Capture the Flag (CTF)）
- 组队生存模式（Team Surviour(TS)）
- 团队死亡竞赛模式（Team Deathmatch）
- 自由模式（Free for All (FFA)）
- 夺旗占领模式（Capture and Hold）
- 跟随领袖模式（Follow the Leader）

## 其他
- 重要开源游戏列表
- ioquake3
- 雷神之锤III竞技场